# Ángel González Jareño
Ángel González Jareño (Madrid, 7 de diciembre de 1960) es un entrenador de baloncesto español, actualmente entrena a la Selección Nacional U16 masculina.

## Clubes
- 1977-89 : Entrenador equipos de base del Colegio Nuestra Señora del Buen Consejo de Madrid.
- 1981-82 : Entrenador Ayudante Júnior en el C.B. Inmobanco.
- 1982-83 : Entrenador Juvenil B en el C.B. Inmobanco.
- 1983-84 : Entrenador Juvenil B de Alcorcón (C.B. Inmobanco).
- 1985-86 : Entrenador Ayudante del Bancobao Collado Villalba (1.ª División). Entrenador Ayudante de la selección nacional júnior (Subcampeón en el Torneo Albert Schweitzer en Manheim).
- 1986-87 : Real Madrid. Entrenador del equipo Cadete
- 1987-88 : Real Madrid. Entrenador del equipo Cadete. Entrenador Ayudante de la Operación Siglo XXI de la F.E.B.
- 1988-89 : Real Madrid. Entrenador del equipo Cadete. Entrenador Ayudante de la Operación Siglo XXI de la F.E.B.
- 1989-90 : Real Madrid. Entrenador del equipo Cadete y Entrenador ayudante del Real Madrid Liga A.C.B. con George Karl. Entrenador Ayudante de la Operación Siglo XXI de la F.E.B.
- 1990-91 : Real Madrid. Empieza la temporada como entrenador del equipo Juvenil y Coordinador de la cantera hasta que se incorpora al primer equipo el 01/03/91 junto a Ignacio Pinedo como Entrenador Ayudante de este en la Liga A.C.B. y tras el cese de Wayne Brabender. El 20/03/91, en la jornada 33, se hace cargo del equipo tras el infarto de Ignacio Pinedo dirigiendo al equipo en la final de la Copa Korac frente al Clear Cantú.
- 1991-92 : Entrenador Ayudante de George Karl en el Liga A.C.B. y posteriormente de Clifford Luyk tras su marcha a la N.B.A.
- 1992-93 : Entrenador CB Guadalajara (Primera División) entonces equipo filial del Real Madrid con el que consiguió el ascenso a la Liga A.C.B.
- 1993-94 : Entrenador CB Guadalajara (Primera División) entonces equipo filial del Real Madrid.
- 1994-97 : Real Madrid. Entrenador Ayudante de Željko Obradović en el Real Madrid Liga A.C.B.
- 1997-98 : Entrenador del Real Canoe Natación Club de Liga E.B.A. entonces equipo filial del Real Madrid.
- 1998-99 : Entrenador del Real Madrid B, equipo filial del club en la Liga E.B.A.
- 1999-00 : Real Madrid. Entrenador Ayudante de Sergio Scariolo en el Liga A.C.B. y Entrenador Ayudante de Miki Vukovic en el ALL STAR de la Liga A.C.B.. en el Equipo de las Estrellas (extranjeros) frente a la selección española.
- 2000-01 : Real Madrid. Entrenador Ayudante de Sergio Scariolo en la Liga A.C.B.
- 2001-02 : Real Madrid. Entrenador Ayudante de Sergio Scariolo en la Liga A.C.B.
- 2002-03 : Real Madrid. Sin función en el club.
- 2003-05  Baloncesto León de la Liga LEB Oro.
- 2005-06 : Entrenador Tenerife Baloncesto de la Liga LEB Oro.
- 2006-07 : Entrenador Palma Aqua Mágica de la Liga LEB Oro.
- 2007-08 : Ficha como Entrenador del Alerta Cantabria y rescinde su contrato antes de comenzar la pretemporada. En febrero de 2008 ficha por el ViveMenorca de la Liga A.C.B. como scouter Internacional
- 2008-09 : Entrenador Ayudante Cajasol Sevilla de la Liga A.C.B. con Manel Comas. Tras la destitución de éste, dirige temporalmente el equipo hasta la llegada de Pedro Martínez Sánchez, siguiendo como Ayudante de éste hasta final de temporada.
- 2010-14: Entrenador del Basket Navarra Club de Pamplona que limita en la categoría de LEB Oro.
- 2015-16 : Entrenador de ULE Fundación Baloncesto León Liga E.B.A. desde 8 de diciembre del 2015 al 4 de febrero de 2016.
- 2016-17 : Entrenador del CB Agustinos Eras León que milita en la categoría de LEB Plata.
- 2017-18: Entrenador ayudante en la selección española masculina sub-14
- 2018-19: Entrenador ayudante en la selección española masculina sub-15
- 2019-20: Entrenador de la selección española masculina sub-16
- 2021-22: Entrenador selección española sub-16 masculina.
- 2020-21: Entrenador selección española sub-16 masculina.

## Selección nacional
Formó parte del cuerpo técnico de la Selección Júnior en 1986, dirigida por Manel Comas, que se proclamó subcampeona del Torneo de Mannheim, reconocido como el Mundial oficioso de la categoría.
En la temporada 1987-88 ocupa el cargo de ayudante en la Selección Nacional de Minibasket.
En el verano de 1993 ocupa el cargo de Entrenador Ayudante de Gustavo Aranzana en la Selección Nacional Sub-23 que participa en el Campeonato del Mundo de Valladolid.
2017-18 Entrenador ayudante en la selección española masculina sub-14
2018-19 Entrenador ayudante en la selección española masculina sub-15
2019-20 Entrenador de la selección española masculina sub-16
2020-21 Entrenador de la selección española masculina sub-16
2021-22 Entrenador de la selección española masculina sub-16

## Palmarés
- 1 Liga A.C.B.
- 1 Liga Europea
- 2 Copas de Europa
- 1 All Star Game
- 1 Ascenso a la Liga A.C.B.
- 4 Torneos de Navidad del Real Madrid
- Medalla de Plata en el Campeonato de Europa U16 Skopie 2022

Además:
- 1 Subcampeonato de Copa Korac
- 3 Subcampeonatos de Liga A.C.B.
- 1 Subcampeonato de la Copa del Rey
- 1 Subcampeonato del Torneo Albert Schweitzer (Torneo de Manheim)